# 佐藤青南
佐藤 青南（さとう せいなん、1975年1月3日 -）は、日本の作家、元ミュージシャン。長崎県島原市出身、東京都在住。男性。

## 略歴
熊本大学法学部に入学するが、途中で除籍。その後、上京してミュージシャン活動をする。2009年、第4回ポプラ社が主催する長編小説を対象とした公募の新人文学賞『ポプラ社小説大賞』で最終選考に残るも落選。2010年、『ある少女にまつわる殺人の告白』で 第9回『このミステリーがすごい!』大賞の優秀賞を受賞し、2011年同作で作家デビューを果たす。なお応募時の筆名は「佐藤菁南」だったが出版の際に「菁」と言う字は普通は使わない漢字のためタイプ時に変換しにくくなる、との指摘を受けて筆名を「佐藤青南」と変更した。
2016年『白バイガール』で第2回神奈川本大賞を受賞。

## 作品リスト

### 単著

#### 消防女子!!シリーズ
- 消防女子!!女性消防士・高柳蘭の誕生（2012年6月 宝島社 / 2013年6月 宝島社文庫）
  - 【改題】YOKOHAMA 119 要救助者1623名（2025年3月 宝島社文庫）
- 灰と話す男 消防女子!! 高柳蘭の奮闘（2013年10月 宝島社）
  - 【改題】ファイア・サイン 女性消防士・高柳蘭の奮闘（2014年9月 宝島社文庫）

#### 行動心理捜査官・楯岡絵麻シリーズ
- サイレント・ヴォイス 行動心理捜査官・楯岡絵麻（2012年11月 宝島社文庫）
  - 収録作品：YESか脳か / 近くて遠いディスタンス / 私はなんでも知っている / 名優は誰だ / 綺麗な薔薇は棘だらけ
- ブラック・コール 行動心理捜査官・楯岡絵麻（2014年4月 宝島社文庫）
  - 収録作品：イヤよイヤよも隙のうち / トロイの落馬 / アブナい十代 / エンマ様の敗北
- インサイド・フェイス 行動心理捜査官・楯岡絵麻（2015年4月 宝島社文庫）
  - 収録作品：目は口よりもモノをいう / 狂おしいほどEYEしてる / ペテン師のポリフォニー / 火のないところに煙を立てろ
- サッド・フィッシュ 行動心理捜査官・楯岡絵麻（2016年4月 宝島社文庫）
  - 収録作品：目の上のあいつ / ご近所さんにご用心 / 敵の敵も敵 / 私の愛したサイコパス
- ストレンジ・シチュエーション 行動心理捜査官・楯岡絵麻（2017年3月 宝島社文庫）
  - 収録作品：信じる者は足をすくわれる / ホーム・スイート・ホーム / センターは譲れない / 非家族の肖像
- ヴィジュアル・クリフ 行動心理捜査官・楯岡絵麻（2018年4月 宝島社文庫）
- セブンス・サイン 行動心理捜査官・楯岡絵麻（2018年10月 宝島社文庫）
- ツインソウル 行動心理捜査官・楯岡絵麻（2020年3月 宝島社文庫）
  - 収録作品：人気者を殺ってみた / 歪んだ轍 / トンビはなにを産む / きっと運命の人
- 行動心理捜査官・楯岡絵麻 vs ミステリー作家・佐藤青南（2021年5月 宝島社文庫）
- ホワイ・ダニット 行動心理捜査官・楯岡絵麻（2023年4月 宝島社文庫）
  - 収録作品：殺人動画にいいねとチャンネル登録お願いします / 指名料はおまえの命で / 天才子役はミスキャスト / 誰がために鈴は鳴る
- ラスト・ヴォイス 行動心理捜査官・楯岡絵麻（2024年4月 宝島社文庫）
  - 収録作品：墜ちた英雄 / 種も仕掛けも全部ある / ラスト・ヴォイス

#### 白バイガールシリーズ
- 白バイガール（2016年1月 実業之日本社文庫）
- 白バイガール 幽霊ライダーを追え！（2017年2月 実業之日本社文庫）
- 白バイガール 駅伝クライシス（2017年11月 実業之日本社文庫）
- 白バイガール 最高速アタックの罠（2019年4月 実業之日本社文庫）
- 白バイガール 爆走！ 五輪大作戦（2020年4月 実業之日本社文庫）
- 白バイガール フルスロットル（2021年4月 実業之日本社文庫）

#### 犯罪心理分析班・八木小春シリーズ
- オイディプスの檻 犯罪心理分析班（2017年3月 富士見L文庫）
- 犯罪心理分析班・八木小春 アイアンウルフの箱（2019年1月 富士見L文庫）
- 犯罪心理分析班・八木小春 ハロウィンの花（2019年10月 富士見L文庫）

#### ストラングラー
- ストラングラー 死刑囚の推理（2020年9月 ハルキ文庫）
- ストラングラー 死刑囚の告白（2022年2月 ハルキ文庫）
- ストラングラー 死刑囚の悔恨（2023年2月 ハルキ文庫）
- ストラングラー 死刑囚の逆転（2023年5月 ハルキ文庫）

#### お電話かわりました名探偵ですシリーズ
- お電話かわりました名探偵です（2020年12月 角川文庫）
- お電話かわりました名探偵です リダイヤル（2021年12月 角川文庫）
- お電話かわりました名探偵です 復讐のジングル・ベル（2022年12月 角川文庫）

#### 音楽隊採用刑事・鳴海桜子シリーズ
- 連弾（2021年7月 中公文庫）
- 人格者（2022年7月 中公文庫）
- 残奏（2023年7月 中公文庫）
- 眠れる森の殺人（2024年8月 中公文庫）

#### その他の作品
- ある少女にまつわる殺人の告白（2011年5月 宝島社 / 2012年5月 宝島社文庫）
- ジャッジメント（2013年7月 祥伝社 / 2016年6月 祥伝社文庫）
- 市立ノアの方舟（2016年4月 祥伝社）
  - 【改題】市立ノアの方舟 崖っぷち動物園の挑戦（2019年6月 祥伝社文庫）
    - 収録作品：アジアゾウの憂鬱 / 気まぐれホッキョクグマ / 恋するフラミンゴ / 市立ノアの方舟
- 君を一人にしないための歌（2017年8月 だいわ文庫）
- たぶん、出会わなければよかった嘘つきな君に（原案：栗俣力也、2017年12月 祥伝社文庫）
- 鉄道リドル いすみ鉄道で妖精の森に迷いこむ（2018年5月 小学館文庫キャラブン！）
  - 収録作品：一番線 瓜生昌午 / 二番線 巽克利 / 三番線 星川広太郎
- たとえば、君という裏切り（原案：栗俣力也、2018年12月 祥伝社文庫）
- 噓つきは殺人鬼の始まり SNS採用調査員の事件ファイル（2022年4月 宝島社文庫）
- 犬を盗む（2022年9月 実業之日本社）
- 一億円の犬（2023年11月 実業之日本社）

### アンソロジー
「」内が佐藤青南の作品
- 10分間ミステリー（2012年2月 宝島社文庫）「私のカレーライス」
- 5分で読める！ ひと駅ストーリー 降車編（2012年12月 宝島社文庫）「物騒な世の中」
- もっとすごい！ 10分間ミステリー (2013年5月 宝島社文庫）「世界からあなたの笑顔が消えた日」
- 5分で読める！ ひと駅ストーリー 夏の記憶 東口編（2013年7月 宝島社文庫）「精霊流し」
- 5分で読める！ ひと駅ストーリー 冬の記憶 東口編（2013年12月 宝島社文庫）「雪の轍」
- 5分で読める！ ひと駅ストーリー 猫の物語（2014年9月 宝島社文庫）「ニャン救大作戦」
- 5分で泣ける！ 胸がいっぱいになる物語（2015年3月 宝島社文庫）「世界からあなたの笑顔が消えた日」「精霊流し」
- 5分で凍る！ ぞっとする怖い話（2015年5月 宝島社文庫）「私のカレーライス」
- 5分で読める！ ひと駅ストーリー 食の話（2015年10月 宝島社文庫）「思い出の皿うどん」
- 地を這う捜査 「読楽」警察小説アンソロジー（2015年12月 徳間文庫）「交通鑑識官」
- 5分で驚く！ どんでん返しの物語（2016年6月 宝島社文庫）「雪の轍」「世界からあなたの笑顔が消えた日」
- 10分間ミステリー THE BEST（2016年9月 宝島社文庫）「世界からあなたの笑顔が消えた日」
- 5分でほろり！ 心にしみる不思議な物語（2017年2月 宝島社文庫）「精霊流し」
- 3分で読める！ コーヒーブレイクに読む喫茶店の物語（2020年6月 宝島社文庫）「おみくじ器の予言」
- 5分でドキッとする！ 意外な恋の物語（2020年8月 宝島社文庫）「私のカレーライス」
- 1話3分で驚きの結末！ 大どんでん返しの物語（2021年3月 宝島社）「私のカレーライス」
- Day to Day（2021年3月 講談社 / 2021年3月 講談社【愛蔵版】）「5/13 口が災いの元」
- 3分で読める！ 眠れない夜に読む心ほぐれる物語（2021年7月 宝島社文庫）「初恋の人」
- 3分で読める！ 誰にも言えない○○の物語（2022年5月 宝島社文庫）「誰にも言えない事故物件の物語」
- 3分で仰天！ 大どんでん返しの物語（2023年1月 宝島社文庫）「初恋の人」「おみくじ器の予言」
- 3分で読める！ ティータイムに読むおやつの物語（2023年4月 宝島社文庫）「君に捧げる薔薇の花」
- 3分で殺す！ 不連続な25の殺人（2023年9月 宝島社文庫）「雪の轍」
- 3分で不穏！ ゾクッとするイヤミスの物語（2024年1月 宝島社文庫）「私のカレーライス」
- 3分で読める！ 人を殺してしまった話（2024年9月 宝島社文庫）「贖罪のカクテル」
- 3分で読める！ 一日の終わりに読むお酒の物語（2024年11月 宝島社文庫）「祝杯」
- 竜と蚕 大神坐クロニクル（2025年2月 原書房）「カルタヘナ法」
- 猫で窒息したい人に贈る25のショートミステリー（2025年4月 宝島社文庫）「あたたかい部屋」

### 単著未収録作品
- バカばっかりの世界（講談社『esora vol.13』）

## メディア・ミックス

### テレビドラマ
- サイレント・ヴォイス 行動心理捜査官・楯岡絵麻（BSテレ東、主演：栗山千明、原作：行動心理捜査官・楯岡絵麻シリーズ）
  - Season1（2018年10月6日 - 12月15日、全10話、「土曜ドラマ9」枠）[4]
  - 特別篇 悪魔の学問（2020年3月7日）[5]
  - Season2（2020年4月11日 - 5月30日、全8話、「土曜ドラマ9」枠）

### 漫画
- 消防女子!!（2013年7月 - 12月、全2巻、竹書房） - 作画：上遠野洋一
- コミック あっ！ と驚く7つのストーリー（2017年4月、アンソロジー、宝島社、原作：雪の轍『5分で読める！ ひと駅ストーリー 冬の記憶 東口編』所収） - 作画：瀬芹つくね
- たぶん、出会わなければよかった嘘つきな君に（2020年6月 - 12月、上下巻、祥伝社フィールコミック） - 作画：鳥島灰人